# Steinhöring
Steinhöring település Németországban, azon belül Bajorországban. Lakosainak száma 4078 fő (2023. december 31.). Steinhöring Hohenlinden, Ebersberg, Frauenneuharting, Pfaffing, Albaching és Maitenbeth községekkel határos.

## Népesség
A település népessége az elmúlt években az alábbi módon változott:
| Lakosok száma | 1093 | 2170 | 2598 | 3068 | 3874 | 4003 | 4085 | 4096 | 4066 | 4078 |
|               | 1875 | 1950 | 1975 | 1987 | 2012 | 2014 | 2016 | 2017 | 2021 | 2023 |